# Veronica Stallwood
Veronica Stallwood (geboren um 1939 in London) ist eine englische Schriftstellerin.

## Leben
Veronica Stallwood kam in Südlondon zur Welt und verbrachte einen Teil ihrer frühen Schulzeit in Internaten. Ihr Vater arbeitete im Nahen Osten für das Außenministerin, ihre Mutter folgte ihm nach dem Zweiten Weltkrieg. Im Alter von zehn Jahren, ungefähr um das Jahr 1949, zog sie nach Athen, wo für zwei Jahre die gesamte Familie – neben ihren Eltern noch ihr älterer Bruder Michael – erstmals gleichzeitig unter einem Dach lebten. Anschließend zogen ihre Eltern mit ihr in den Libanon, wo sie im Alter von 12 bis 15 Jahren eine französische Klosterschule besuchte.
Mit Anfang 20 arbeitete sie als Sekretärin in einer Werbeagentur in London. Es folgte mit ca. 23 Jahren eine neun Jahre haltende Ehe, aus der zwei Kinder entsprangen und die zu einem wesentlichen Anteil im Ausland gelebt wurde. Im Alter von 32 Jahren verließ Stallwood ihren Mann und zog mit den beiden Kindern von Belgien nach England zurück. Innerhalb von sechs Wochen kam sie in Vollzeit bei einer Verlagsgesellschaft aus den Vereinigten Staaten unter, die in Oxford gerade ihr europäisches Hauptquartier eröffneten. Später arbeitete sie unter anderem in der berühmten Bodleian Library, der Oxforder Universitätsbibliothek und in diversen College-Bibliotheken.
Im Jahr 2005 zog sie nach Charlbury, einem Civil Parish in der Grafschaft Oxfordshire.
An der Oxford Brookes University war sie zeitweilig als Referentin an einem Kurs für kreatives Schreiben beteiligt.

## Karriere
Ihre ersten beiden, zeitgenössischen Romane erschienen 1988 und 1989 im Verlag Robert Hale – unter dem Pseudonym „Kate Ivory“.
Ihr zentrales Werk ist jedoch die „Kate Ivory“-Kriminalromanreihe, deren Handlungen im Umfeld der Oxforder Universitäten spielen und deren Hauptcharakter die Schriftstellerin Kate Ivory ist. Der erste Roman erschien 1993, der 14. und letzte im Jahr 2011. Anders als zuvor gab es keine gedruckte Ausgabe, sondern lediglich den Vertrieb über Amazon und den Kindle als Lesegerät.
Tatsächlich debütierte Stallwood unter eigenem Namen bereits ein Jahr vor ihrem ersten Kate-Ivory-Roman mit dem ebenfalls in Oxford angesiedelten Roman „Deathspell“. 1999 erschien „The Rainbow Sign“, erst das zweite Werk außerhalb der Kate-Ivory-Reihe. In dem Buch verarbeitet bzw. reflektiert Stallwood ihre kindlichen Erfahrungen im Libanon.

## Werke

### Kate Ivory-Reihe
- Mord in Oxford. Kate Ivorys erster Fall („Death on the Oxford Box“). Bastei Lübbe, Bergisch Gladbach 2004, ISBN 3-404-15138-0.
- Letzte Ausfahrt Oxford, Ein Kate-Ivory-Krimi („Oxford Exit“). Lübbe Verlag, Bergisch Gladbach 2005, ISBN 3-404-15339-1.
- Morgen trauert Oxford. Ein Kate-Ivory-Roman („Oxford Mourning“). Bastei Lübbe, Bergisch Gladbach 2006, ISBN 3-404-15428-2.
- Unheil über Oxford. Ein Kate-Ivory-Krimi („Oxford Fall“). Lübbe Verlag, Bergisch Gladbach 2006, ISBN 3-404-15532-7.
- Kein Zurück nach Oxford. Ein Kate-Ivory-Krimi („Oxford Knot“). Bastei Lübbe, Bergisch Gladbach 2007, ISBN 978-3-404-15625-2.
- Flucht aus Oxford. Ein Kate-Ivory-Krimi („Oxford Blue“). Bastei Lübbe, Bergisch Gladbach 2007, ISBN 978-3-404-15684-9.
- Stille Nacht in Oxford. Ein Kate-Ivory-Krimi („Oxford Shift“). Bastei Lübbe, Bergisch Gladbach 2007, ISBN 978-3-404-15764-8.
- Schatten über Oxford. Ein Kate-Ivory-Krimi („Oxford Shadows“). Bastei Lübbe, Bergisch Gladbach 2008, ISBN 978-3-404-15885-0.
- Böses Spiel in Oxford. Ein Kate-Ivory-Krimi („Oxford Double“). Bastei Lübbe, Bergisch Gladbach 2008, ISBN 978-3-404-15943-7.
- Oxfords Tote ruhen nie. Ein Kate-Ivory-Krimi („Oxford Proof“). Bastei Lübbe, Bergisch Gladbach 2009, ISBN 978-3-404-16317-5.
- Der Tod kommt rasch in Oxford. Ein Kate-Ivory-Krimi („Oxford Remains“). Bastei Lübbe, Köln 2010, ISBN 978-3-404-16466-0.
- Nebel über Oxford. Ein Kate-Ivory-Krimi („Oxford Menace“). Bastei Lübbe, Köln 2011, ISBN 978-3-404-16059-4.
- Ruhe sanft in Oxford. Ein Kate-Ivory-Krimi („Oxford Letters“). Bastei Lübbe, Bergisch Gladbach 2011, ISBN 978-3-404-16548-3.
- Endstation Oxford. Kate Ivorys letzter Fall („Oxford Ransom“). Bastei Lübbe, Bergisch Gladbach 2013, ISBN 978-3-404-16743-2.

### Sonstige
- 1992: Deathspell
- 1999: The Rainbow Sign